# Escuela Nacional de Ciencias Biológicas
La Escuela Nacional de Ciencias Biológicas (ENCB) es una institución mexicana de educación superior e investigación perteneciente al Instituto Politécnico Nacional. Fundada el 28 de enero de 1934 bajo el nombre de Escuela Nacional de Bacteriología, está especializada en la formación de profesionales en las áreas de la salud, químico biológicas, ambiente y bioingeniería.
Se encuentra ubicada en la Unidad Profesional "Lázaro Cárdenas", comúnmente conocida como Casco de Santo Tomás, junto con la Escuela Superior de Comercio y Administración (ESCA), la Escuela Superior de Medicina (ESM), la Escuela Superior de Economía (ESE) y la Escuela Superior de Enfermería y Obstetricia (ESEO). También cuenta con una sede en la Unidad Profesional "Adolfo López Mateos".

## Historia
La ENCB tiene su antecedente directo en la Escuela Nacional de Bacteriología, que inició actividades el 28 de enero de 1934, siendo su primer directo el Dr. Leopoldo Ancona Hernández y cuya única carrera impartida era la de bacteriología, que se cursaba en tres años.
En 1936 se analizó la posibilidad de abrir la carrera de Químico Cimólogo y tras este hecho, permitió hacer un plan de desarrollo de la escuela para cubrir las necesidades de esta área del conocimiento, en el que se ligaron la bacteriología con las fermentaciones, por lo que en 1937 se le denominó Escuela de Bacteriología, Parasitología y Fermentaciones (EBPF).
Bajo estas perspectivas se crearon diversas carreras que se comenzaron a impartir en 1938: Botánico, Zoólogo, Antropólogo, Hidrobiólogo, Entomólogo, Químico Bacteriólogo y Parasitólogo, Médico Rural, Químico Cimólogo e Higienista Dietólogo. En ese mismo año y ante el avance tecnológico en esta área, se le cambió el nombre por el de Escuela Nacional de Ciencias Biológicas, que aún mantiene.

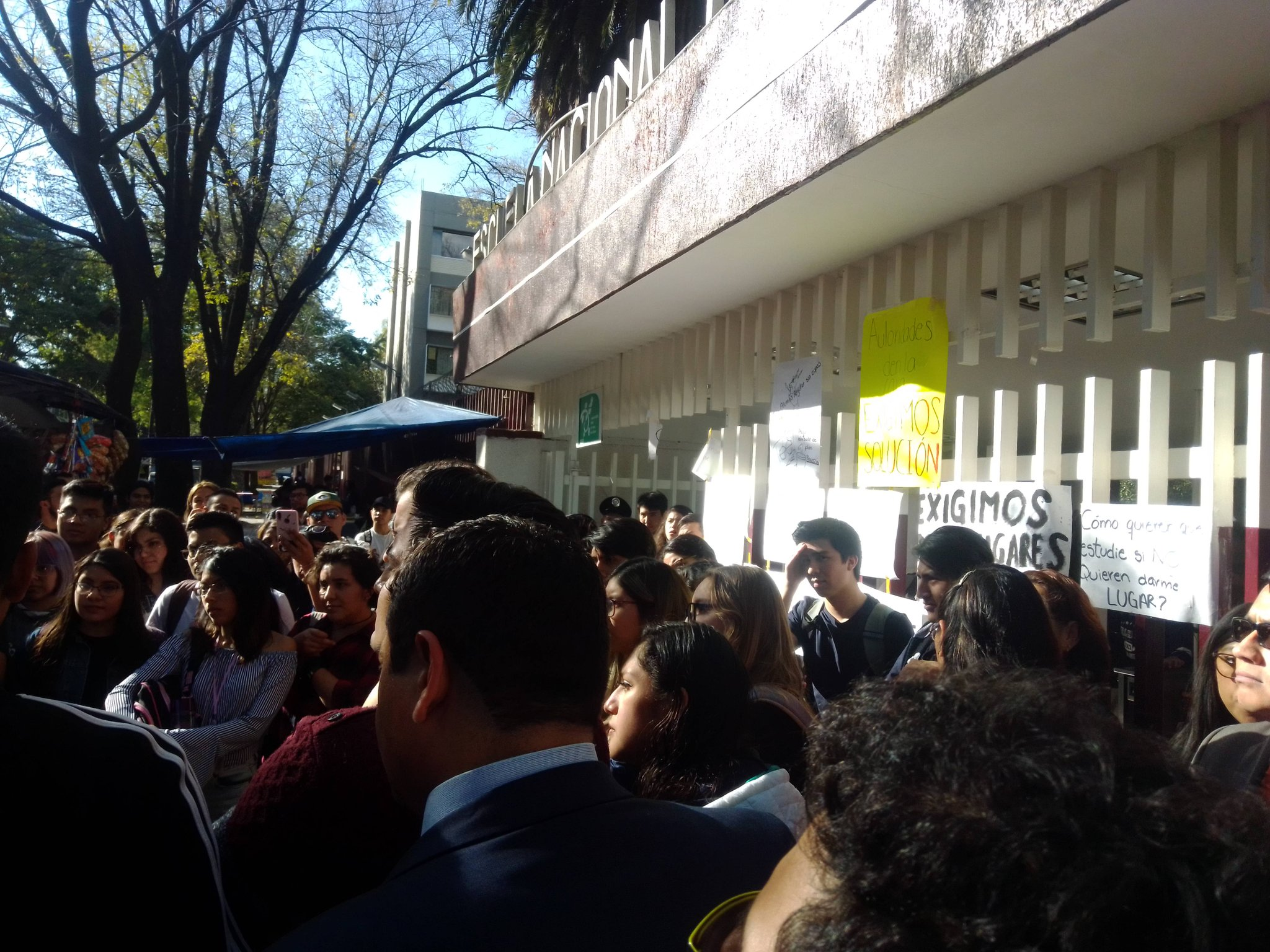
Acceso principal de la escuela (en el Casco de Santo Tomás) durante el paro de labores a inicios de 2020 por la falta de cupos durante el proceso de inscripción.

## Organización
La escuela tiene un organigrama en el cual al frente se encuentra la dirección, y de esta dependen, directamente, la unidad de informática y la coordinación de enlace y gestión técnica; indirectamente dependen la coordinación del decanato, el comité interno de proyectos y la presidencia del consejo técnico consultivo escolar.
El consejo técnico consultivo escolar es el órgano consultivo que rige las decisiones dentro de la escuela. Se organiza en comisiones para los diferentes asuntos, ya sean permanentes o temporales, y sus dictámenes son aprobados por el pleno (asuntos de planes y programas de estudio, gestión escolar, honor y otras). Se compone de dos tipos de miembros: los miembros electos y los miembros no electos. los electos son dos alumnos y dos profesores por cada carrera de licenciatura escogidos mediante votación, además de un representante del personal no docente electo mediante la representación sindical. Los primeros duran en la representación un año y no pueden ser reelectos para el periodo inmediato posterior. Por otro lado, los miembros no electos son las personas encargadas de cada subdirección, del decanato y de la dirección. La dirección ocupa la presidencia y la subdirección académica el secretariado. Estos, junto con la representación no docente, duran en el cargo lo que duren en su función administrativa.

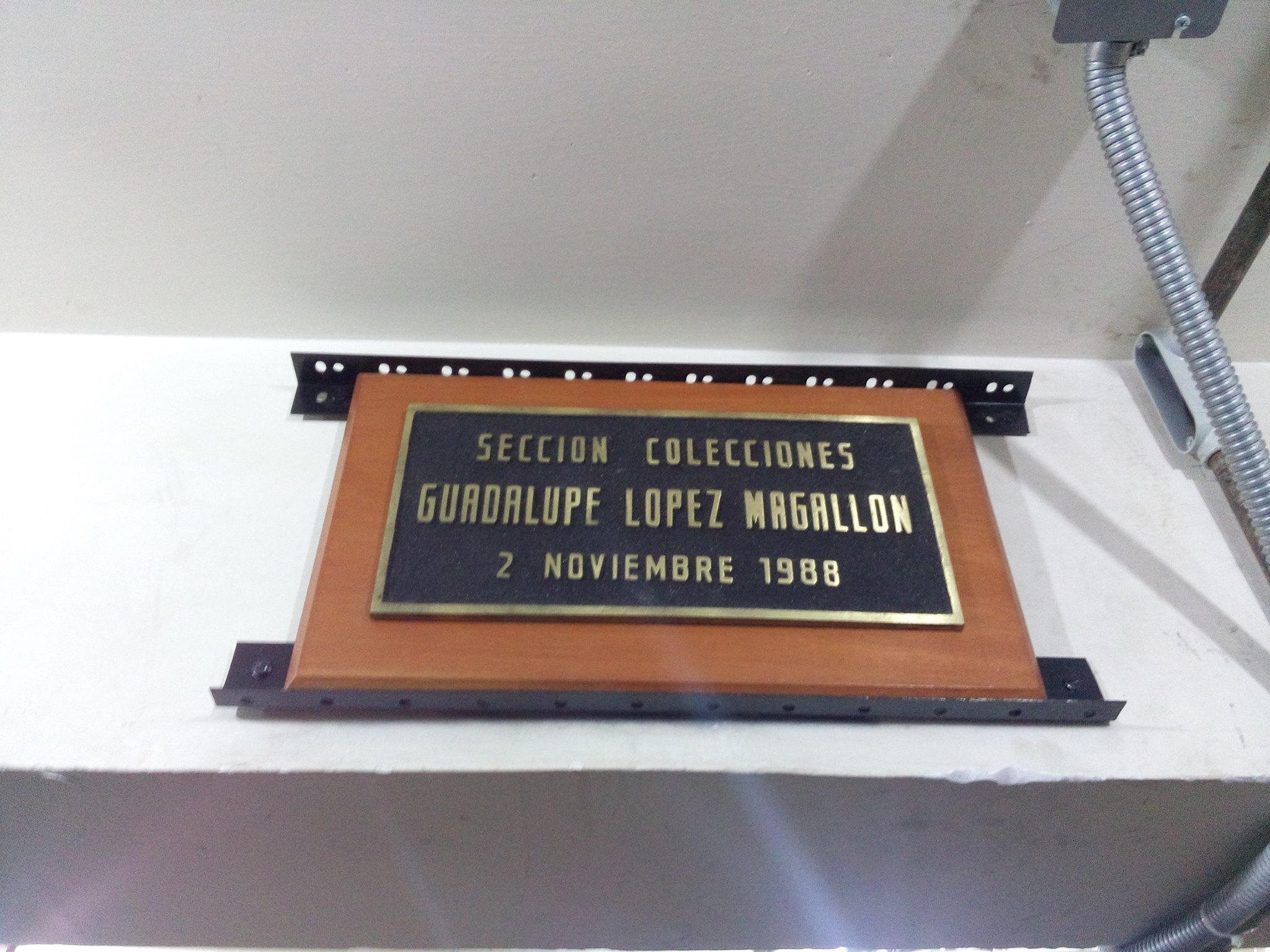
Placa de la colección de organismos dulceacuícolas Guadalupe López Magallón. A 2021, esta sección se encuentra en el sótano del ala oriente del edificio principal.

Existen cuatro oficinas subordinadas a la dirección, tres subdirecciones y una sección. Dentro de estas se encuentran varios departamentos administrativos y dependencias (como las jefaturas de carrera de licenciatura y las coordinaciones de programas de posgrado). Específicamente, en la subdirección académica, se encuentran los departamentos académicos dentro de los cuales se realizan las actividades de enseñanza e investigación. Las diferentes carreras y posgrados toman clases en los diferentes departamentos. Los departamentos académicos son:

## Herbario
El herbario de la Escuela HERBARIO JERZY RZEDOWSKI Y GRACIELA CALDERÓN fue Iniciado por el profesor Maximino Martínez en el año 1943. Aunque originalmente creado con propósitos se enseñanza, para 1952 empieza a ser ocupado en las investigaciones botánicas de la Escuela. Las siglas ENCB con las que se conoce internacionalmente fueron registradas en el año de 1966 ante la Asociación Internacional para la Taxonomía Vegetal en Utreque, Países Bajos, y publicado en la revista Taxón. Actualmente su acervo se enriquece por colectas de investigación y de estudiantes de los diferentes niveles educativos de la Escuela y depende del departamento de Botánica. Consta de cuatro secciones: Plantas vasculares, Algas, Hongos y Briofitas; sin embargo, la última actualmente se encuentra olvidada por las administraciones departamentales y del herbario. Para el 2016, se consideraba que la colección de algas y la de hongos eran las más grandes de América Latina. Es importante resaltar que el herbario se encuentra abierto a personas externas a la institución para enriquecer las investigaciones biológicas.

## Oferta educativa

### Nivel licenciatura
- Biología
- Ingeniería Bioquímica (IBQ)
- Ingeniería en Sistemas Ambientales (ISA)
- Químico Bacteriólogo Parasitólogo (QBP)
- Químico Farmacéutico Industrial (QFI)

### Posgrado
Los estudios de posgrado se realizan en líneas biológicas de ciencias sanitarias, químicas, alimenticias, ambientales y tecnológicas.

## Egresados destacados
- Jerzy Rzedowski Rotter, Biólogo, botánico, biogreógrafo. Galardonado como Botánico del Milenio en el XVI Congreso Internacional de Botánica. Cofundador, y actual editor, de la revista Acta Botánica Mexicana; asimismo, desarrollador del Centro Regional del Bajío del Instituto de Ecología A.C. Casado con Graciela Calderón Diaz Barriga desde 1954, con quien ha colaborado de la mano en muchas de sus publicaciones.[12]
- Graciela Calderón Diaz Barriga. Bióloga y botánica. Doctor honoris causa por la Universidad Autónoma Metropolitana (México) en 2010. Miembro honorario de las sociedades Botánica de México y Mexicana de Cactología.[13]
- Gastón Guzmán Huerta. Biólogo, micólogo y etnobiólogo. Investigador especialmente de hongos alucinógenos, pionero en México. Fundador de la Colección de Hongos del Herbario de la Escuela Nacional de Ciencias Biológicas (1955), la más grande e importante en América Latina y la del Instituto de Ecología, en Veracruz. Cofundador y exdirector de la Sociedad Mexicana de Micología y exdirector de la Asociación Latinoamericana de Micología.[14]
- Laura Huerta Múzquiz. Bióloga, Química Bacterióloga y Parasitóloga, ficóloga y biogreógrafa. Pionera en el estudio de las algas en México. Egresada de la primera generación de estudiantes de la recién formada Escuela de Bacteriología, Parasitología y Fermentaciones. Colaboró con Jerzy Rzedowsky en publicaciones sobre la flora acuática de México. Fundó el laboratorio de ficología en la ENCB.[15][16]
- María de la Luz Arreguín Sánchez, Bióloga, botánica y pteridóloga. Académica especialista en helechos a nivel nacional (México). Colaboradora de Rzedowski y Calderón en la elaboración de floras mexicanas.

### Premio de la academia de ciencias
- Luz María del Castillo Fregoso
- Pablo Rudomín Zevnovaty, Biólogo, fisiólogo y neurocientífico. Premio Nacional de Ciencias y Artes 1979 y Premio Princesa de Asturias de Investigación Científica y Técnica en 1987.[17]
- Mauricio Russek Berman, Biólogo y fisiólogo. Premio de Ciencias Naturales de la Academia Mexicana de Ciencias 1970.
- Luis Rafael Herrera Estrella, Ingeniero Bioquímico. Premio Nacional de Ciencias y Artes 2002.

### Premio Nacional de Ciencias
- Carlos Casas Campillo
- Guillermo Massieu Helguera
- Jorge Cerbón Solorzano
- Pablo Rudomín Zevnovaty, Biólogo, fisiólogo y neurocientífico. Premio Nacional de Ciencias y Artes 1979 y Premio Princesa de Asturias de Investigación Científica y Técnica en 1987.[17]
- José Ruiz Herrera, Químico Bacteriólogo Parasitólogo e inmunólogo. Premio Nacional de Ciencias y Artes 1984.
- Mayra de la Torre Martínez
- Octavio Paredes López
- Alfredo Sánchez Marroquín
- María Luisa Ortega Delgado
- Filiberto Vázquez Dávila, Ingeniero Bioquímico, creador de la tinta indeleble usada por el Instituto Nacional Electoral, Premio Nacional de Ciencias y Artes 2001.
- Luis Rafael Herrera Estrella, Ingeniero Bioquímico. Premio Nacional de Ciencias y Artes 2002.
- Maria Valdes Ramírez
- Sergio Antonio Estrada Parra, Químico Bacteriólogo Parasitólogo e inmunólogo. Premio Nacional de Ciencias y Artes 2012.
- Juan Padierna Olivos

### Fundadores
- Leopoldo Ancona Hernández
- Diodoro Antúnez Echegaray
- Demetrio Sokolov Zelizo
- Pedro de Lille Borja
- Marcelino García Junco
- Antonio Ramírez Laguna
- Enrique Suárez del Real
- Vicente Lombardo Toledano

### Directores generales del IPN
- Rodolfo Hernández Corso
- Guillermo Massieu Helguera
- Héctor uriel mayagoita
- Yoloxóchitl Bustamante Díez
- Mario Alberto Rodríguez Casas
- Arturo Reyes Sandoval